# 鮮血の花嫁
『鮮血の花嫁』（せんけつのはなよめ、原題: La Novia Ensangrentada）は、1972年製作のスペインの映画。

## キャスト
- スーザン：マリベル・マルティン
- トミー：サイモン・アンドリュー
- ミルカラ/カーミラ：アレクサンドラ・バステド